# Apollo 18
Pour les articles homonymes, voir Apollo 18 (homonymie) et Apollo.
Apollo 18 est une mission annulée du programme Apollo. La NASA annonça son annulation, ainsi que celle de la mission Apollo 19, le 2 septembre 1970, à la suite de la décision du congrès de limiter le budget alloué à la NASA pour l'année 1971. 

## Mission prévue
Le module lunaire devait se poser dans le cratère Copernicus.
Si le système de rotation des équipes avait été conservé, son équipage aurait dû être l'équipage de réserve de la mission Apollo 15 :
- Richard Gordon, commandant ;
- Vance Brand, pilote du module de commande ;
- Harrison Schmitt, pilote du module lunaire.

Schmitt vola finalement sur la mission Apollo 17, après que Joe Engle, initialement prévu pour ce vol, a été retiré du programme[réf. souhaitée].
L'équipage de support aurait été constitué de :
- Joseph P. Allen ;
- Karl G. Henize ;
- Robert A. Parker.

## Autres missions Apollo annulées
- Apollo 19
- Apollo 20